# Bader Nasser (calciatore)
Bader Nasser Abaelaziz Mohammad, meglio noto come Bader Nasser (in arabo بدر ناصر‎?; Dubai, 16 settembre 2001), è un calciatore emiratino, difensore dell'Shabab Al-Ahli e della nazionale emiratina.

## Carriera

### Club
Cresciuto nel settore giovanile dell'Shabab Al-Ahli, Bader ha fatto il suo debutto con la prima squadra nella stagione 2021-2022 giocando titolare nella sfida vinta per 3-1 contro il Khor Fakkan l'11 gennaio 2022. Dopo aver rinnovato il suo contratto con il club di Dubai fino al 2026, Bader ha aiutato la squadra nella vittoria della UAE Arabian Gulf League 2022-2023, anche se un infortunio ai legamenti del crociato lo hanno costretto a terminare in anticipo la sua stagione.

### Nazionale
Bader ha fatto il suo esordio con la Nazionale di calcio degli Emirati Arabi Uniti il 30 dicembre 2022, nell'amichevole vinta per 1-0 contro il Libano.
Nel 2023 viene selezionato dalla nazionale emiratina per prendere parte alla Coppa delle nazioni del Golfo 2023, scendendo in campo in tutte le tre partite giocata dalla propria nazionale
Nel gennaio 2024 viene inserito nella lista dei convocati per la Coppa d'Asia 2023, dove scende in campo in tutte le quattro partite giocate dalla nazionale emiratina.

## Vita privata
Nasser è un grande appassionato di Padel ed inoltre si è laureato in Pubbliche Relazioni presso l'Università di Sharjah.

## Statistiche

### Presenze e reti nei club
Statistiche aggiornate al 31 gennaio 2024.
| Stagione        | Squadra         | Campionato      | Campionato | Campionato | Coppe nazionali | Coppe nazionali | Coppe nazionali | Coppe internazionali | Coppe internazionali | Coppe internazionali | Altre coppe | Altre coppe | Altre coppe | Totale | Totale |
| Stagione        | Squadra         | Comp            | Pres       | Reti       | Comp            | Pres            | Reti            | Comp                 | Pres                 | Reti                 | Comp        | Pres        | Reti        | Pres   | Reti   |
| --------------- | --------------- | --------------- | ---------- | ---------- | --------------- | --------------- | --------------- | -------------------- | -------------------- | -------------------- | ----------- | ----------- | ----------- | ------ | ------ |
| 2021-2022       | Shabab Al-Ahli  | PL              | 11         | 0          | CPA+CdL         | 0+2             | 0+0             | ACL                  | 0                    | 0                    | SE          | 0           | 0           | 13     | 0      |
| 2022-2023       | Shabab Al-Ahli  | PL              | 16         | 0          | CPA+CdL         | 3+2             | 0+0             | -                    | -                    | -                    | -           | -           | -           | 21     | 0      |
| 2023-2024       | Shabab Al-Ahli  | PL              | 14         | 0          | CPA+CdL         | 3+0             | 0+0             | ACL                  | 0                    | 0                    | SE          | 0           | 0           | 17     | 0      |
| Totale carriera | Totale carriera | Totale carriera | 41         | 0          |                 | 10              | 0               |                      | 0                    | 0                    |             | 0           | 0           | 51     | 0      |

### Cronologia presenze e reti in nazionale
| Cronologia completa delle presenze e delle reti in nazionale ― Emirati Arabi Uniti | Cronologia completa delle presenze e delle reti in nazionale ― Emirati Arabi Uniti | Cronologia completa delle presenze e delle reti in nazionale ― Emirati Arabi Uniti | Cronologia completa delle presenze e delle reti in nazionale ― Emirati Arabi Uniti | Cronologia completa delle presenze e delle reti in nazionale ― Emirati Arabi Uniti | Cronologia completa delle presenze e delle reti in nazionale ― Emirati Arabi Uniti | Cronologia completa delle presenze e delle reti in nazionale ― Emirati Arabi Uniti | Cronologia completa delle presenze e delle reti in nazionale ― Emirati Arabi Uniti |
| Data                                                                               | Città                                                                              | In casa                                                                            | Risultato                                                                          | Ospiti                                                                             | Competizione                                                                       | Reti                                                                               | Note                                                                               |
| ---------------------------------------------------------------------------------- | ---------------------------------------------------------------------------------- | ---------------------------------------------------------------------------------- | ---------------------------------------------------------------------------------- | ---------------------------------------------------------------------------------- | ---------------------------------------------------------------------------------- | ---------------------------------------------------------------------------------- | ---------------------------------------------------------------------------------- |
| 30-12-2022                                                                         | Dubai                                                                              | Emirati Arabi Uniti                                                                | 1 – 0                                                                              | Libano                                                                             | Amichevole                                                                         | -                                                                                  | 73’                                                                                |
| 7-1-2023                                                                           | Basra                                                                              | Bahrein                                                                            | 2 – 1                                                                              | Emirati Arabi Uniti                                                                | Gulf Cup 2023 - 1º turno                                                           | -                                                                                  | 80’                                                                                |
| 10-1-2023                                                                          | Basra                                                                              | Emirati Arabi Uniti                                                                | 0 – 1                                                                              | Kuwait                                                                             | Gulf Cup 2023 - 1º turno                                                           | -                                                                                  | 78’                                                                                |
| 13-1-2023                                                                          | Basra                                                                              | Qatar                                                                              | 1 – 1                                                                              | Emirati Arabi Uniti                                                                | Gulf Cup 2023 - 1º turno                                                           | -                                                                                  | 90+2’                                                                              |
| 6-1-2024                                                                           | Abu Dhabi                                                                          | Emirati Arabi Uniti                                                                | 1 – 0                                                                              | Oman                                                                               | Amichevole                                                                         | -                                                                                  | 73’                                                                                |
| 14-1-2024                                                                          | Al Rayyan                                                                          | Emirati Arabi Uniti                                                                | 3 – 1                                                                              | Hong Kong                                                                          | Coppa d'Asia 2023 - 1º turno                                                       | -                                                                                  |                                                                                    |
| 18-1-2024                                                                          | Al Wakrah                                                                          | Palestina                                                                          | 1 – 1                                                                              | Emirati Arabi Uniti                                                                | Coppa d'Asia 2023 - 1º turno                                                       | -                                                                                  |                                                                                    |
| 23-1-2024                                                                          | Al Rayyan                                                                          | Iran                                                                               | 2 – 1                                                                              | Emirati Arabi Uniti                                                                | Coppa d'Asia 2023 - 1º turno                                                       | -                                                                                  |                                                                                    |
| 28-1-2024                                                                          | Al Rayyan                                                                          | Tagikistan                                                                         | 1 – 1 (5 - 3 dtr)                                                                  | Emirati Arabi Uniti                                                                | Coppa d'Asia 2023 - Ottavi di finale                                               | -                                                                                  |                                                                                    |
| 21-3-2024                                                                          | Abu Dhabi                                                                          | Emirati Arabi Uniti                                                                | 2 – 1                                                                              | Yemen                                                                              | Qual. Mondiali 2026                                                                | -                                                                                  | 63’                                                                                |
| 26-3-2024                                                                          | Khobar                                                                             | Yemen                                                                              | 0 – 3                                                                              | Emirati Arabi Uniti                                                                | Qual. Mondiali 2026                                                                | -                                                                                  |                                                                                    |
| 06-6-2024                                                                          | Dammam                                                                             | Nepal                                                                              | 0 – 4                                                                              | Emirati Arabi Uniti                                                                | Qual. Mondiali 2026                                                                | -                                                                                  |                                                                                    |
| 11-6-2024                                                                          | Dubai                                                                              | Emirati Arabi Uniti                                                                | 1 – 1                                                                              | Bahrein                                                                            | Qual. Mondiali 2026                                                                | -                                                                                  |                                                                                    |
| Totale                                                                             |                                                                                    | Presenze                                                                           | 13                                                                                 |                                                                                    | Reti                                                                               | 0                                                                                  |                                                                                    |

## Palmarès

### Club

#### Competizioni nazionali
- UAE Arabian Gulf League: 2

Shabab Al-Ahli: 2022-2023, 2024-2025
- Coppa del Presidente degli Emirati Arabi Uniti: 1

Shabab Al-Ahli: 2020-2021
- UAE Arabian Gulf Cup: 1

Shabab Al-Ahli: 2020-2021
- UAE Super Cup: 2

Shabab Al-Ahli: 2020, 2023